# Kham (línguas)
A língua Kham (Nepalês: खाम भाषा) é um complexo de línguas magáricas sino-tibetanas faladas nativamente nas terras altas dos distritos de Rolpa e Rukum de Rapti e na parte mais ocidental do distrito de Baglung na zona de Dhawalagiri e na região de Karnali por clãs ocidentais das tribos Kham, chamados coletivamente de ocidentais  Khams . Randy LaPolla (2003) propõe que Kham magar e Dhut magar podem fazer parte de um grupo "Rung" maior. No entanto, ambos podem, em última análise, optar por uma identidade étnica separada, pois têm barreiras linguísticas e culturais distintas.

## Geografia
Ethnologue lista as seguintes informações de localização para as variedades de Kham.
Parbate Kham Leste (dialetos: Bhujel Kham, Nishel Kham) é falado nas seguintes vilas de Baglung, Dhaulagiri.
- Nishel dialeto: Nisi, Bhalkot e Budhathok
- Bhujel dialeto: Kuku, Diza, Kang, Masbang, Musuri e Sukurdung

Parbate Kham Oeste (dialetos: Takale, Maikoti, Mahatale, Lukumel, Wale, Thabangi)
- Rukum, Rapti
- Rolpa, Rapti
- Rolpa, Karnali

Taka-Shera é considerado o centro de Parbate Kham Ocidental.
Gamale Kham (dialects: Tamali, Ghusbanggi)
- Rolpa, Rapti
- Baglung, Dhaulagiri

Gamale Kham é falado nas colinas ocidentais de Gam Khola, nas vilas Gam, Jhyalgung, Chalbang, Tamali, Dangadhara, Sheram, Ghusbang, Huiching, Guwakholagau, Maulabang, Kuipadhara.
Sheshi Kham (dialetos: Tapnanggi, Jangkoti)
- Colinas ocidentais de  Rolpa, Rapti: Vilas Jangkot, Kotgaon (Tapnang), Rimsek, Korcabang, Dangdung, Hwama, Dhangsi, Bhabang, Ghapa.

## Dialetos
Watters (2002:12) classifica os seguintes dialetos Kham .
Proto-Kham
- Sheshi
  - Tapnangi
  - Jangkoti
- Gamale
  - Tamali
  - Ghusbangi
- Parbate
  - Eastern Parbate
    - Nishel
    - Bhujel

  - Wester Parbate
    - Maikoti
    - Takale incluios subdialetos da vilas Takale, Sheral, Ghumilbangi, Garkhanyel, Koral, Nakhale
    - Lukumel
    - Thabangi
    - Wale

## Escrita
A língua Kham usa a escrita Devanagari

## Fonologia

### Consoantes
Kham Pang tem 22 sons consoantes.
|             |          | Bilabial | Alveolar | Alveolar | Velar | Velar | Glotal |
| Plana       | Palatal  | Bilabial | Plana    | Labial   |       |       | Glotal |
| ----------- | -------- | -------- | -------- | -------- | ----- | ----- | ------ |
| Nasal       | Nasal    | m        | n        |          | ŋ     |       |        |
| Plosiva     | surda    | p        | t        |          | k     |       |        |
| Plosiva     | sonora   | b        | d        |          | ɡ     |       |        |
| Plosiva     | aspirada | pʰ       | tʰ       |          | kʰ    |       |        |
| Africada    | surda    |          | t͡s       |          |       |       |        |
| Africada    | sonora   |          | d͡z       |          |       |       |        |
| Africada    | aspirada |          | t͡sʰ      |          |       |       |        |
| Fricativa   | surda    |          | s        |          |       |       | h      |
| Fricativa   | sonora   |          | z        |          |       |       |        |
| Rótica      | Rótica   |          | ɾ        |          |       |       |        |
| Aproximante | central  |          |          | j        |       | w     |        |
| Aproximante | Lateral  |          | l        |          |       |       |        |

- O rótico  / ɾ / é percebido como uma vibrante forte  [r] no final das palavras. Caso contrário, é uma vibrante suave

### Vogais
Kham Pang tem 25 sons vogais
|                 | Anterior        | Anterior        | Anterior    | Anterior    | Anterior        | Central         | Central         | Central | Posterior   | Posterior   | Posterior   | Posterior | Posterior | Posterior |
| não arredondada | não arredondada | não arredondada | arredondada | arredondada | não arredondada | não arredondada | não arredondada | Central | arredondada | arredondada | arredondada |           |           |           |
| --------------- | --------------- | --------------- | ----------- | ----------- | --------------- | --------------- | --------------- | ------- | ----------- | ----------- | ----------- | --------- | --------- | --------- |
| curta           | longa           | nasal           | curta       | longa       | curta           | longa           | nasal           | curta   | longa       | nasal       | curta       | longa     | nasal     |           |
| Fechada         | i               | iː              | ĩː          | y           | yː              |                 |                 |         | ɯ           | ɯː          | ɯ̃ː          | u         | uː        | ũː        |
| Medial          | e               | eː              | ẽː          | ø           | øː              | ə               | əː              | ə̃ː      |             |             |             | o         | oː        | õː        |
| Aberta          |                 |                 |             |             |                 | a               | aː              | ãː      |             |             |             |           |           |           |

Proto-Kham foi reconstruído por Watters (2002). As reconstruções (vocabulário) Proto-Kham de Watters (2002: 443-456) são fornecidas abaixo.
UMA. Partes do corpo
- * r-dzəŋ ~ * b-dzəŋ 'voltar'
- * yep 'para trás (superior)'
- * phuː 'barriga'
- * dziːh 'sangue'
- * klaŋ 'corpo'
- * s-rus 'osso'
- * nun 'peito'
- * sək 'respiração'
- * r-mehsiŋ 'nádegas'
- * r-tso 'bochecha'
- * r-na 'orelha'
- * (ba) r-zut 'ovo'
- * mik 'olho'
- * s-ŋa 'cara'
- * sot 'gordo'
- * r-sin 'unha'
- * kəŋ 'pé'
- * r-nihl 'gomas'
- * r-ta 'tripas'
- * muhl 'cabelo (corpo)'
- * p-tsem 'cabelo (cabeça)'
- * kut 'mão'
  - * r-la 'a área debaixo do braço; lado do corpo '
- * s-r-ŋat 'cabeça'
- * s-yiŋ 'coração'
- * b-rəhŋ 'chifre'
- * sya 'animal'
- * r-khap 'jawbone'
- * kəl 'rim'
- * p-sin 'fígado'
- * yaːh 'boca'
- * s-məŋ 'bigode'
- * r-dehŋ 'pescoço'
- * s-nat 'nariz'
- * r-dzihs 'mijo'
- * s-nis 'pus'
- * b-rəhm 'costela'
- * p-s-til 'saliva'
- * kli 'merda'
  - * r-kək 'excremento no intestino de um animal abatido'
- * s-pum 'ombro'
- * r-sa 'tendão'
- * l-kota 'pele'
- * r-nahp 'meleca'
- * r-meh 'cauda'
- * r-pihl 'lágrimas'
- * r-b-yah 'coxa (parte superior)'
- * p-s-le 'língua'
- * ha-p-sya 'dente'
- * wohs 'vômito'
- * hwaŋ 'cintura'
- * r-mil ~ * s-mil 'tubo de vento'
- * kər 'asa'

B. Pronomes / termos de parentesco / substantivos referindo-se a humanos '
- * dahpa 'solteiro'
- * za 'criança'
- * nan 'amigo'
- * b-é 'marido'
- * dahme 'donzela'
- * r-min 'nome'
- * r-mi; * ruː 'pessoa'
  - * s-lepa 'homem, homem humano'
  - * miːma 'mulher, mulher humana' <* mi 'pessoa' + * ma 'mulher'
- * nana 'irmã (mais velha)'
- * nam 'irmã (mais nova)'
- * nəŋ 'tu'
- * dzya 'esposa'

C. Alimentos
- * bəhres 'pão
- * tsip 'curry'
- * r-zəm 'comida'
- * s-ŋən 'ervas'
- * raŋrəi 'painço'
- * r-mo 'cogumelo'
- * hek 'grão seco'
- * tuk 'veneno'
- * (ya) kaŋ 'arroz (cozido)'
- * plima 'trigo'

D. Nomes de animais ou produtos de origem animal
- * səhr 'antílope'
- * nim 'urso'
- * r-pen 'percevejo'
- * b-zin 'abelha'
- * bwa 'pássaro'
  - * s-puŋ 'garota'
- * gəl 'javali (selvagem)'
- * 'bug' b-s-rut
- * s-raŋ 'gato'
- * har 'vaca'
- * kaːh 'cachorro'
- * ŋah 'peixe'
- * tek 'sapo'
- * ra 'cabra'
- * r-ta 'cavalo'
- * r-pəti 'leech'
- * la 'leopardo'
- * syar 'piolho'
- * s-p-yu; * s-p-ya 'macaco'
- * srəm 'lontra'
- * b-rəhŋ 'faisão'
- * wə 'porco'
- * bi 'rato'
- * luk 'ovelha'
- * guhl 'cobra'
  - * daŋ 'python,
- * p-s-yap 'esquilo (voando)'
- * s-kyar 'pica-pau'
- * p-sən 'lã'

E. Objetos ou fenômenos naturais; a paisagem inanimada; reinos vegetal e mineral
- * r-plah 'cinzas'
- * kər 'branch'
- * r-pup 'caverna'
- * o 'dia'
  - * tshyam 'um determinado dia'
- * b-rih 'sujeira'
- * r-gəm 'terra'
- * rihm 'noite'
- * ehŋ 'campo'
  - * baŋ 'um campo, prado, vale em forma de tigela'
- * meh 'fogo'
- * p-set 'fruta'
- * tshi 'grama'
- * kuŋ 'buraco'
- * dzəhŋ 'ferro'
- * s-la 'folha'
- * r-nahm 'país baixo'
- * p-s-ya + * hwot 'lua'
- * goŋ 'montanha'
- * rik; * mun 'noite'
- * r-wa 'chuva'
- * bəih 'rio'
- * yem 'estrada'
- * s-rin 'root'
- * sa + * pik 'sal'
- * nup 'set (sol)'
- * saŋ 'sombra'
- * nəm 'céu'
- * mihkut 'fumaça' <* meːh 'fogo' + * ku 'fumaça'
- * r-pom 'neve'
- * səro 'estrela'
- * r-dzuht 'stick'
- * luŋ 'pedra'
- * nəmi (y) 'sol'
- * b-zu 'espinho'
- * siŋ 'árvore'
- * riːh 'água'
  - * rihmun 'água para cozinhar' <* riːh 'água' + * mun 'quente'
- * rəhm 'erva daninha'

F. Artefatos e organização social
- * r-wan 'ponta de seta'
- * r-wa 'ax'
- * r-beh (k) 'cesta'
- * li 'arco'
- * tshəm 'ponte'
- * pəsi (-s) 'vassoura'
- * kwa 'pano'
- * yahm 'porta'
- * b-rihŋ 'tambor'
- * 'gor' circle '
- * muhthap 'lareira' <* muh 'queimar' + * thap 'lareira'
- * zihm 'casa'
  - * r-bəŋ 'andar inferior da casa; estábulo de gado '
- * khor 'faca'
- * gur 'carregar'
- * e 'tapete de dormir'
- * b-lo 'esteira grande de bambu'
- * tshum 'mortar'
- * r-gəp 'uma pequena agulha'
- * r-khap 'uma agulha grande'
- * b-zəhn 'net'
- * R-gom 'travesseiro'
- * gohr 'arar'
- * b-dza 'pot'
- * p-sip 'bainha'
- * tsihŋ 'armadilha'
- * gel 'espírito'
- * naŋkhar; * nam 'aldeia'
- * ehn 'trabalhar'
- * kum 'yoke'

G. Espacial / direcional
- * glahŋ 'transversalmente'
- * queixo 'atrás'
- * khar 'centro'
- * me 'para baixo'
- * s-ŋa 'frente'
- * thək 'vertical'
- * a-sniŋ 'ano'
  - * rta-sniŋ 'ano passado'
- * pərniŋ 'próximo ano'

H. Números e quantificadores
- * tə 'um'
- * nehs 'dois'
- * sohm 'três'
- * b-zi 'quatro'
- * r-ŋa 'cinco'

EU. Verbos de expressão, posição corporal ou função
- * sən; * então 'despertar'
- * klik 'chorar'
- * eh 'defecar'
- * si 'morrer'
- * b-yi 'peido'
- * sas 'risada'
  - * p-s-rat 'para jogar'
  - * b-s-res 'brinquedo, joguete'
- * nah 'descanso'
- * tsuŋ 'sentar'
- * r-ŋəhl; * em; * ruk ~ * ru-t 'sleep'
  - * s-ip 'para adormecer'
- * p-tshis 'espirrar'
- * s-paŋ 'falar'
- * tsyahŋ 'ficar'
- * kəlet 'cócegas'
- * r-dzihs 'urinar'
- * woh-t 'vômito' <CAUS. de wohs 'para jorrar'
- * gəhr 'chora'

J. Verbos de movimento
- * kles 'chega'
- * rə-t 'trazer'
- * plu-s 'escalar'
- * huŋ 'venha'
- * plu-s 'emerge'
  - * s-plu-t 'fazer emergir, expulsar'
- * te-s 'queda'
- * s-bur 'voar'
- * z-ba 'go'
- * b-la 'pastar'
- * mohŋ 'esconder'
- * zok 'correr'

K. Verbos de emoção, cognição, percepção
- * r-məŋ 'sonho'
- * p-tshet 'medo'
- * s-meŋ 'esquecer'
- * que 'ouvir'
  - * isso é 'para ser ouvido, audível'
- * sən 'sabe'
- * r-ses 'algo, para saber como'
- * r-sək 'orgulhoso'
- * rəhŋ 'ver'
  - * p-tsyu 'olhar'
- * s-ŋər; * s-nəm 'cheiro'
- * b-ris 'formigamento'

EU. Verbos estáticos com pacientes humanos
- * məhŋ 'bêbado'
- * não é 'gordo'
- * kre 'fome'
- * na 'doente'
- * tão 'coceira'
- * tshaŋ 'puro'
- * tsos 'sede'

M. Verbos estáticos com pacientes não humanos
- * pək 'ruim'
- * li 'ser'
- * p-se 'dar frutos'
- * s-ta-s 'se tornou'
- * ka 'amargo'
- * pak 'quebrado'
- * mãe 'amigo'
- * p-set 'bud'
- * r-pu-s 'explosão'
- * zihm; * dê 'frio'
- * s-ta 'recolhido'
- * s-kluŋ 'separar'
- * thəŋ 'seco'
- * yək 'cheio'
- * p-tsa 'bom'
- * s-len 'gorduroso'
- * piŋ 'verde'
- * gis <* s-lis 'pesado'
- * s-gwaŋ 'buraco'
- * b-rah 'quente'
- * wyi 'vazamento'
- * bom 'luz'
- * s-lo; * b-é 'longo'
- * dzöhl 'solto'
- * mah 'perdido'
- * s-dem ~ * eles 'baixos'
- * khət 'combinado'
- * sahr 'novo'
- * gyahm 'vermelho'
- * mihn 'maduro'
- * tsik 'podre'
- * lum 'redondo'
- * p-tsha 'afiado'
- * tun 'curto'
- * zim 'pequeno'
- * b-senhor 'azedo'
- * tuk 'picante'
- * sli-s 'velho'
- * b-rehk 'doce'
- * ruhŋ 'grosso'
- * plek 'fino'
  - * wa 'ser fino (especialmente de placas)'
- * mun 'quente'
- * amigo 'branco'
  - * plaŋ 'brilhante, iluminado'

N. Verbos de ação com agente humano
- * s-po 'batida'
- * ŋih 'implorar'
- * kəi 'mordida'
- * s-mut 'golpe'
  - * phut 'soprar com fole'
- * r-lap 'furo'
- * s-kle (t) 'pausa'
- * hip 'queimar'
- * r-duhp 'butt'
- * ləhŋ 'comprar'
  - * b-lot 'para emprestar a alguém'
  - * b-los 'para emprestar'
- * guhr 'carregar'
- * kloh 'pegar'
- * kwa-t 'vestir'
- * r-sat 'pente'
- * phin 'cozinheiro'
  - * mihn 'cozinhar até terminar'
  - * tso 'para ferver'
- * kəp 'capa'
- * pəl 'cortar'
  - * kri 'para cortar carne'
- * p-syah 'dança'
- * goh 'cavar'
- * gəp 'tirar água'
- * zya 'comer'
  - * kəi 'comer coisas que precisam ser mastigadas'
- * chapéu 'extrato'
- * z-dət 'encontrar'
- * z-dup 'reunir'
- * ya 'dar'
- * p-set 'grind'
- * r-guh 'guarda'
- * tup 'martelo'
- * tsho 'rebanho'
- * phok 'casca'
- * lut 'inserir'
- * do 'instalar'
- * r-than 'chute'
- * saht 'matar'
- * kek 'concha'
- * b-rihm 'colocar parede'
- * lep 'lamber'
- * dzət 'make'
- * pek 'leite'
- * z-bra-t 'mix'
- * pho-t 'abrir'
- * phok 'pagar'
- * tik 'pegar'
- * s-krəp 'pin fechado'
- * p-tsil 'beliscar'
- * p-sut 'plug'
- * tek 'pressione'
- * dzəhk 'colocar'
  - * nat 'colocar, colocar'
- * ra-s 'lançamento'
- * phit 'remover do fogo'
- * tsep 'passeio'
- * s-ŋo 'assado'
- * b-zu 'esfregar'
  - * p-sil 'para esfregar'
- * s-lom 'escaldar'
- * sim 'colher'
- * s-pik 'raspar'
  - * pur 'para riscar'
- * s-nan 'apreender'
- * p-ainda 'vender'
- * s-priŋ 'enviar'
- * ruhp 'costurar'
- * p-yen 'barbear'
- * gap 'atirar'
- * s-tən 'show'
- * kok 'pele, casca'
- * phyak 'snap'
- * tshim 'embeber'
- * was 'semear'
- * khəl 'lã de fiar'
- * p-si 'dividir lenha'
- * tser 'squeeze'
- * ku 'roubar'
  - * rok 'para saquear, vasculhar'
- * r-wal 'mexer'
- * em 'parar'
- * sentar 'varrer'
- * p-sik ~ * p-sis 'ensinar'
- * p-tsit 'rasgo'
- * khya 'jogar'
- * s-ki 'amarrar'
- * s-to 'trade'
- * kil 'twist'
- * s-krup 'desdobrar'
- * bohk 'desenraizar'
- * tse 'lavar'
  - * r-za 'para lavar o cabelo'
- * rəhk 'tecer'
  - * rihn 'para configurar um tear'
- * hul 'whet'

## Amostra de texto
Dialeto Bhujel
सक्त ब्याक्ती लमको प्रतिष्ठा एवेत अधिकारको आधारहाङ जम्मजात स्वतन्त्र एवेत विवेक लेवेत वाङो गेना एवेत आत्वोत धे प्रति भातुत्वक ब्यवाहार रामै परना।
Português
Todos os seres humanos nascem livres e iguais em dignidade e direitos. Eles são dotados de razão e consciência e devem agir uns com os outros com espírito de fraternidade.
(Artigo 1 da Declaração Universal dos Direitos Humanos)

## Biblioteca
- Wilde, Christopher P. 2017. A Phonological Comparison of Gamale, Sheram and Ghusbang – Three Kham Varieties. JSEALS Volume 10.1 (2017).

- Kansakar, Tej R. (julho de 1993), «The Tibeto-Burman Languages of Nepal, A General Survey» (PDF), Kirtipur, Nepal: Tribhuvan University, Contributions to Nepalese Studies, 20 (2): 165–173, consultado em 10 de abril de 2011
- Watters, David E. (2002), A grammar of Kham, ISBN 0-521-81245-3, Cambridge grammatical descriptions, Cambridge: Cambridge University Press